# Trzy Koguty
Trzy Koguty – przełęcz na wysokości 680 m n.p.m. w Sudetach Środkowych, w Górach Kamiennych, w środkowej części pasma Gór Suchych.
Przełęcz położona jest na wschodnim obrzeżu Parku Krajobrazowego Sudetów Wałbrzyskich, na południe od miejscowości Łomnica, na południowej granicy Polski z Czechami.
Jest to obszerne rozległe obniżenie o dość stromych podejściach, wcinające się równoleżnikowo między masywy Raroga i Słodnej (Čertův vrch). Cały obszar przełęczy porośnięty jest lasem świerkowym regla dolnego.

## Turystyka
Przez przełęcz prowadzą szlaki turystyczne:
 – zielony szlak graniczny prowadzący wzdłuż granicy z Tłumaczowa do Przełęczy Okraj
Po czeskiej stronie przez przełęcz prowadzi:
  – niebieski szlak prowadzący z Meziměstí do Broumova przez Ruprechticki Szpiczak.